# El martirio de san Mauricio (El Greco)
El martirio de san Mauricio o El martirio de san Mauricio y la legión tebana es un lienzo realizado por Doménikos Theotocópuli—el Greco— para el Monasterio de El Escorial, donde siempre ha permanecido.
En el primer inventario de bienes, realizado después de la muerte del Greco —en 1614— constan dos cuadros grandes y uno pequeño sobre este tema, mientras que en el segundo inventario —de 1621— solamente figura uno, de 111 x 97 cm.

## Introducción
Navarrete el Mudo falleció el 28 de marzo de 1579, sin haber podido terminar las 32 pinturas destinadas a la iglesia del Monasterio de El Escorial, a cuyo altar de la capilla noroccidental estaba destinado el San Mauricio. Navarrete falleció en Toledo, y seguramente el Greco —consciente de ello— decidiera ofrecer sus servicios a Felipe II, quizás con el ofrecimiento al monarca de la Adoración del nombre de Jesús. El encargo de la presente obra —que se hizo por tasación— aparece documentado por primera vez el 25 de abril de 1580, en una cédula firmada por Felipe II, dirigida al prior de El Escorial, ordenando que se facilitara al Greco todo lo necesario para la realización del lienzo.
La representación de san Mauricio en El Escorial estaba justificada ya que, junto con san Jorge y san Sebastián, era considerado un santo patrón contra la herejía y además —según Alonso de Villegas— su cráneo figuraba entre las reliquias del monasterio.
Después de casi tres años de trabajo en su taller de Toledo, El Greco entregó la obra a finales de 1582. Cuando Felipe II volvió de Portugal, en 1583, vio por fin el cuadro. Aunque se reconoció su calidad (al tasarse en 800 ducados), no fue del agrado del monarca; debido al hecho de relegar al fondo el martirio, y de colocar en primer plano la escena de la decisión. Por ello, se sustituyó el cuadro por otro de la misma temática, del pintor Rómulo Cincinato.

## Tema de la obra
Según un relato de san Euquerio, recogido en la leyenda áurea de Santiago de la Vorágine, en el siglo III —o principios del siglo IV— la legión tebana fue enviada desde África a las Galias para reprimir una revuelta de los Bagaudas. Dicha legión estaba al mando de Mauricio, y sus miembros eran cristianos. Estando acampados en Agaunum, recibieron una orden del emperador Maximiano, exigiendo unos sacrificios a los dioses romanos. Tras deliberar Mauricio con sus compañeros, decidieron desobedecer dicho mandato, por lo cual se ordenó una decimatio y, tras otras órdenes en el mismo sentido, tuvieron lugar otras ejecuciones, hasta ser martirizados todos los miembros de la legión.

## Análisis de la obra

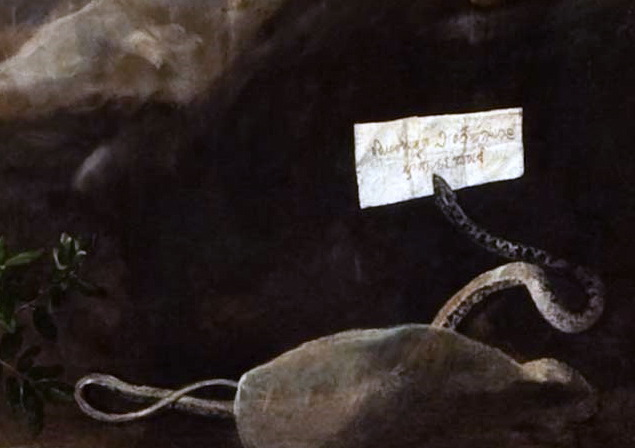
La firma del Greco, sostenida por una serpiente, tras una roca.

### Datos técnicos y registrales
- Museo de Pinturas de San Lorenzo de El Escorial (Patrimonio Nacional). N.º de inventario: 10014707;
- Pintura al óleo sobre lienzo;
- Dimensiones: 448 x 301 cm, según Wethey (445 x 294 cm, según Patrimonio Nacional);[11]
- Datación: documentado en 1580-1582;
- Firmado en el papel de la parte baja derecha, en dos líneas, con letras griegas cursivas, en un papel: δομήνικος θεοτοκóπουλος kρες ε'ποíει;[12]
- Catalogado por Wethey con el n.º 265 y por Tizana Frati con la referencia 37.[13]

### Descripción de la obra
Un profundo espacio vacío forma una diagonal, separando el rompimiento de gloria de la parte superior izquierda, de los personajes principales en el extremo opuesto. En el rompimiento de gloria se representan ángeles músicos, así como otros que llevan palmas del martirio y coronas triunfales a los mártires. En el extremo opuesto —en primer plano, en el centro y a la derecha del lienzo— se representa el coloquio entre Mauricio y sus compañeros. Mauricio aparece en el centro del grupo. A su derecha, un hombre con túnica azul, tal vez represente a Santiago el Menor, quien convirtió la legión al Cristianismo. En el lado derecho de la composición, Exuperio de Agaune —con un estandarte rojo— lleva una espada morisca, que también aparece en La resurrección de Cristo y, sobre el grupo de cabezas, se ven alabardas y partesanas de acero bruñido. Entre Mauricio y Exuperio aparece Manuel Filiberto de Saboya, gran maestre de la Orden de San Mauricio y vencedor en la batalla de San Quintín. A su derecha, y más cerca de Mauricio, se sitúa Alejandro Farnesio, quien estaba por entonces luchando en los Países Bajos.
En segundo plano y al fondo se representa el martirio. Los legionarios, situados en fila —la mayoría desnudos— esperan ser ejecutados. Un hombre decapitado—en un fuerte escorzo— remarca el martirio, que el Greco representa con gran elegancia, con el máximo pudor y sin ninguna gota de sangre. El verdugo se sitúa de espaldas, sobre una roca. Junto a él se representa a Mauricio reconfortando a sus hombres, y detrás asoma la cabeza de Juan de Austria, vencedor de Lepanto.
La escena se desarrolla en un pedregal, ya que el pintor está básicamente interesado por la espiritualidad de su escena. cuyos efectos atmosféricos son secundarios, pero de gran vivacidad y lirismo. La magnífica gama cromática incluye diversos matices de azul, amarillo, rojo, y ocre de la tierra, dinamizados por sombras muy leves. Todo ello confiere al lienzo hermosos efectos de luminosidad, con distintas calidades según la zona o los personajes que en ella se encuentran.

## Copias
Existen dos copias del presente lienzo:

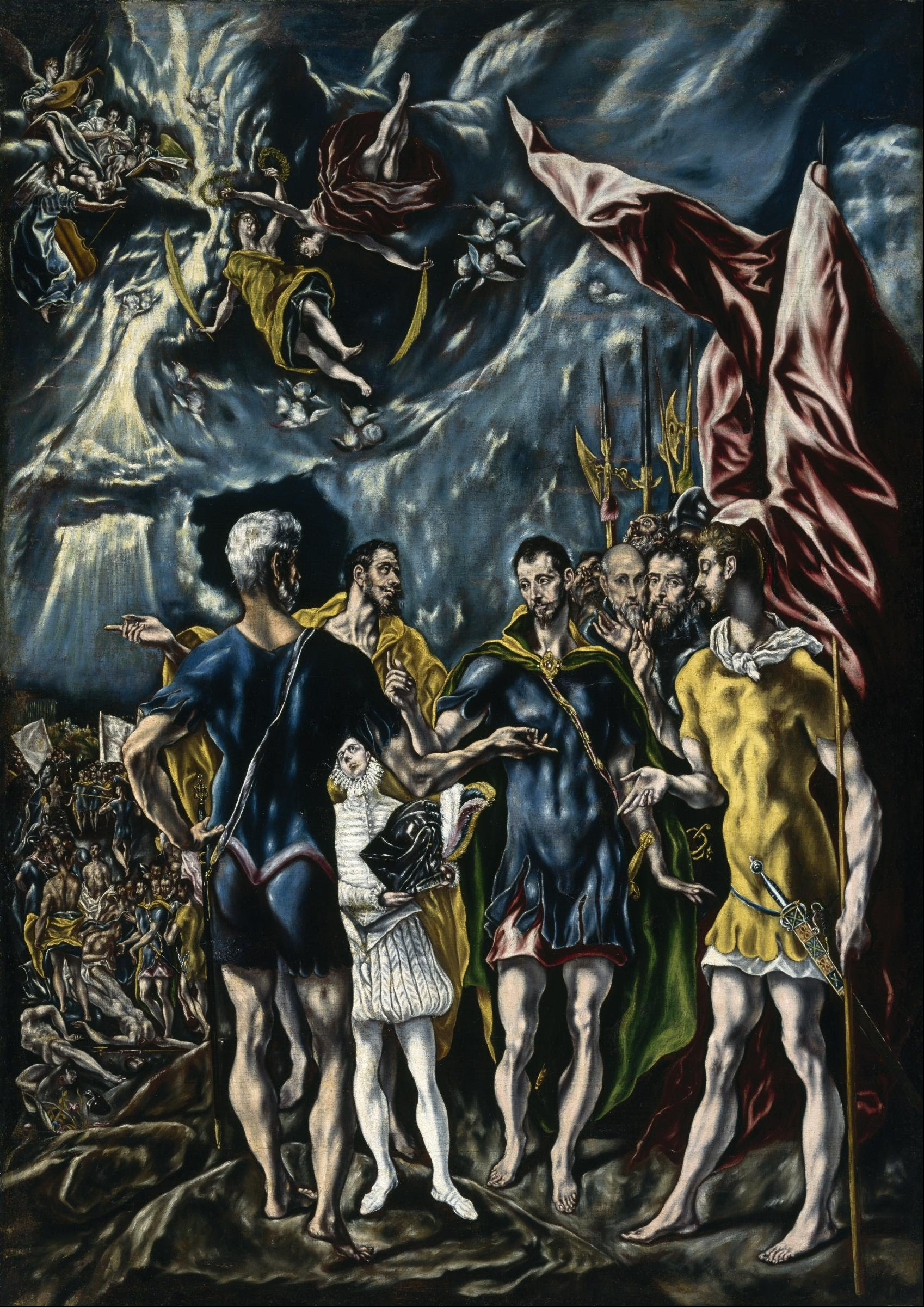
Copia en el Museo de Bellas Artes de Houston

### Copia en Houston
- Museo de Bellas Artes (Houston) N.º de referencia 94.885;[21]
- Pintura al óleo sobre lienzo;
- Dimensiones: 107 x 151,1 según el Museo;
- Fecha de realización: ca.1600–1625 según el Museo;
- Atribuido a Jorge Manuel Theotocópuli;
- Catalogado por Wethey con la referencia X-422.[22]

### Copia en Bucarest
- Museo Nacional de Arte de Rumanía;
- Pintura al óleo sobre lienzo;
- Dimensiones: 145 x 107, según Wethey;
- Fecha de realización: siglo XVII;
- Escuela de Jorge Manuel;
- Catalogado por Wethey con la referencia X-423.[23]